# Mesothriscus musicola
Mesothriscus musicola är en skalbaggsart som först beskrevs av Blackburn 1877.  Mesothriscus musicola ingår i släktet Mesothriscus och familjen jordlöpare. Inga underarter finns listade i Catalogue of Life.